# حكومة علي أبو الراغب الثانية
حكومة علي أبو الراغب الثانية هي الحكومة رقم 86 منذ أعلان استقلال إمارة شرق الأردن عام 1921 والثالثة في عهد الملك عبد الله الثاني. شكّل علي أبو الراغب الحكومة في 14 فبراير عام 2002 بتكليف من ملك الأردن عبد الله الثاني بن الحسين. وقد حلّت الحكومة في شهر يوليو 2003.

## التشكيل
| الاسم                                            | المهام الوزارية                           |
| ------------------------------------------------ | ----------------------------------------- |
| معالي الدكتور فواز حاتم شريف الزعبي              | وزيرا للبريد والاتصالات                   |
| دولة المهندس علي حسين محمد ابوالراغب             | رئيسا للوزراء ووزيرا للدفاع               |
| معالي السيد فارس سليمان فارس النابلسي            | وزيرا للعدل ووزير دولة للشؤون القانونية   |
| معالي الدكتور محمد احمد سلامه الحلايقة           | وزيرا للاقتصاد الوطني ووزير دولة          |
| معالي السيد مصطفى عبدالكريم عبدالقادر القيسي     | وزير دولة لشؤون رئاسة الوزراء             |
| معالي الدكتور عبد الرزاق بديوي إسماعيل طبيشات    | وزيرا للشؤون البلدية والقروية والبيئة     |
| معالي الدكتور محمد عفاش سلطان العدوان            | وزير دولة للشؤون السياسية ووزيرا للاعلام  |
| معالي الدكتور محمد محمود خليل الذنيبات           | وزيرا للتنمية الادارية                    |
| معالي الدكتور مروان جميل عيسى المعشر             | وزيرا للخارجية                            |
| معالي الدكتور ميشيل عيسى موسى مارتو              | وزيرا للمالية                             |
| معالي المهندس حسني محمد حسن ابوغيدا              | وزيرا للاشغال العامة والاسكان             |
| معالي الدكتور طالب ضياءالدين طالب الرفاعي        | وزيرا للسياحة والاثار                     |
| معالي الدكتور خالد عوني عبدالرحمن طوقان          | وزيرا للتربية والتعليم                    |
| معالي السيدة تمام علي خضر الغول                  | وزيرا للتنمية الاجتماعية                  |
| سماحة الدكتور احمد محمد هليل هليل                | وزيرا للاوقاف والشؤون والمقدسات الاسلامية |
| معالي المهندس "محمدعلي " احمد السعد البطاينة     | وزيرا للطاقة والثروة المعدنية             |
| معالي الدكتور حازم كمال صالح الناصر              | وزيرا للمياه والري                        |
| معالي الدكتور فالح إبراهيم احمد الناصر           | وزيرا للصحة                               |
| دولة السيد نادر عبداللطيف راغب الذهبي            | وزيرا للنقل                               |
| معالي الدكتور محمود عايد محمد الدويري            | وزيرا للزراعة                             |
| معالي الدكتور باسم إبراهيم يوسف "عوض الله"       | وزيرا للتخطيط                             |
| معالي المهندس مزاحم شوكت موسى المحيسن            | وزيرا للعمل                               |
| معالي الدكتور "صلاح الدين" محمد عبدالرحمن البشير | وزيرا للصناعة والتجارة                    |
| معالي السيد شاهر حسين باك باك                    | وزير دولة للشؤون الخارجية                 |
| معالي السيد قفطان شلاش فارس المجالي              | وزيرا للداخلية                            |
| معالي الدكتور وليد سالم محمد المعاني             | وزيرا للتعليم والبحث العلمي               |
| معالي السيد حيدر محمود حيدر حيدر                 | وزيرا للثقافة                             |

التعديل 24/03/2002
| الاسم                               | المهام الوزارية                      |
| ----------------------------------- | ------------------------------------ |
| معالي الدكتور فواز حاتم شريف الزعبي | وزيرا للاتصالات وتكنولوجيا المعلومات |

تعديل 26/09/2002
| الاسم                                      | المهام الوزارية                    |
| ------------------------------------------ | ---------------------------------- |
| معالي الدكتور محمد احمد حمدان غنيمه        | وزيرا للتعليم العالي والبحث العلمي |
| معالي السيد فارس سليمان فارس النابلسي      | نائبا لرئيس الوزراء ووزيرا للعدل   |
| معالي الدكتور وليد سالم محمد المعاني       | وزيرا للصحة                        |
| معالي السيد طراد مثقال سطام الفايز         | وزيرا للزراعة                      |
| معالي السيد محمدسامر محمدمروان محمد الطويل | وزيرا للاقتصاد الوطني ووزير دولة   |
| معالي الدكتورة رويدا محمود خليل المعايطة   | وزيرا للتنمية الاجتماعية           |

تعديل 12/01/2003
| الاسم                                  | المهام الوزارية                      |
| -------------------------------------- | ------------------------------------ |
| معالي الدكتور محمد محمود خليل الذنيبات | وزيرا للتنمية الادارية ووزيرا للبيئة |
| دولة السيد نادر عبداللطيف راغب الذهبي  | وزيرا للنقل ووزيرا للسياحة والاثار   |

تعديل 13/01/2003
| الاسم                                        | المهام الوزارية      |
| -------------------------------------------- | -------------------- |
| معالي الدكتور عبدالرزاق بديوي إسماعيل طبيشات | وزيرا للشؤون البلدية |

## وصلات خارجية
- موقع رئاسة الوزراء